# Manifest van de 343
Het manifest van de 343 (Frans: manifeste des 343) was een petitie waarin 343 Franse vrouwen vrije abortus eisten en verklaarden dat ze zelf een abortus hadden ondergaan. Het manifest verscheen op 5 april 1971 in Le Nouvel Observateur en stelde de ondertekenaars bloot aan gevangenisstraf. Hun daad van burgerlijke ongehoorzaamheid werd niet vervolgd en maakte integendeel de weg vrij voor de depenalisering (Loi Veil van 15 januari 1975).

## Totstandkoming
Het idee kwam van journalist Jean Moreau. Hij had de ingeving dat een publieke verklaring van bekende personen de autoriteiten met de rug tegen de muur zou zetten. Abortus was maatschappelijk steeds meer aanvaard en ze zouden nooit een collectieve vervolging aandurven. Moreau benaderde de Mouvement de libération des femmes (MLF), die een verklaring met "vedetten" in de "bourgeoispers" aanvankelijk niet genegen was. Na tussenkomst van Simone de Beauvoir gaven ze het idee toch hun steun. De Beauvoir stelde de tekst op en was een van de 343 ondertekenaars, naast onder meer Françoise Arnoul, Stéphane Audran, Catherine Deneuve, Marguerite Duras, Françoise Fabian, Brigitte Fontaine, Bernadette Lafont, Violette Leduc, Jeanne Moreau, Marie-France Pisier, Micheline Presle, Françoise Sagan en Delphine Seyrig. Behalve de sterren ging het vooral om militantes van het MLF. Op de keerzijde van het manifest had de beweging ruimte bekomen voor een langere boodschap over de afbraak van de kapitalistische bourgeoisstaat (geen deel van het ondertekende manifest).

## Satire en navolging
De week na publicatie opende het satirische weekblad Charlie Hebdo met de vraag: Wie heeft de 343 sletten van het manifest over abortus bezwangerd? en een karikatuur van Cabu met de gaullistische minister Michel Debré die antwoordt: Het was voor Frankrijk! Vanaf toen ging men spreken over het "manifest van de 343 sletten".
In Duitsland bracht het blad Stern precies zo'n initiatief, Wir haben abgetrieben! (met onder meer Romy Schneider). De Verenigde Staten volgden in januari 1972 met I had an abortion in het nieuwe magazine Ms. (ondertekend door 53 beroemdheden, onder wie Lee Grant, Anne Sexton, Anais Nin, Nora Ephron, Billie Jean King, Susan Sontag, Barbara Tuchman en Lillian Hellman).